# Jānis Ķipurs
Jānis Ķipurs (ur. 3 stycznia 1958 w Kurmene) – łotewski bobsleista, w barwach ZSRR mistrz olimpijski z Calgary.
W bobslejach zaczął startować na początku lat 80. Dwa razy brał udział w igrzyskach (IO 84, IO 88). W 1988 w parze z Władimirem Kozłowem zwyciężył w dwójkach, byli również częścią brązowej osady w czwórkach. W 1989 został brązowym medalistą mistrzostw świata w dwójkach. Startował w barwach Łotwy, jednak z IO 92 wykluczyła go kontuzja.
Został odznaczony m.in. łotewskim Orderem Westharda.